# Anja Sønstevold
Anja Sønstevold, née le 21 juin 1992, est une footballeuse internationale norvégienne évoluant au poste de défenseure.

## Biographie

### Parcours en équipe nationale
Sønstevold fait ses débuts en équipe nationale A à l'âge de 21 ans, lors du match opposant la Norvège à l'Espagne, elle est remplacée à la 46e minutes par Melissa Bjånesøy. La Norvège s'impose ainsi sur le score de 2 à 1 à la fin du temps réglementaire, bien que menée d'un but à la mi-temps.
Elle est sélectionnée dans le groupe des 23 joueuses de l'équipe de la Norvège en tant que défenseure pour la Coupe du monde féminine de 2023.

## Palmarès

### Palmarès en club
- Championnat de Norvège, vainqueur en 2015, 2016 et 2017 avec Lillestrøm.
- Coupe de Norvège, vainqueur en 2015 et 2016 avec Lillestrøm.